# Bulbophyllum obovatifolium
Bulbophyllum obovatifolium är en orkidéart som beskrevs av Johannes Jacobus Smith. Bulbophyllum obovatifolium ingår i släktet Bulbophyllum och familjen orkidéer. Inga underarter finns listade i Catalogue of Life.